# Laphroaig

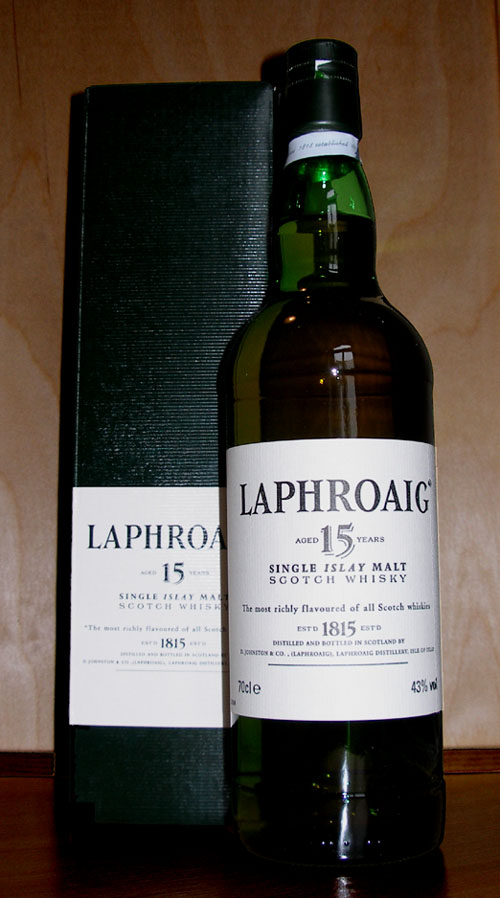
Patnáctiletá whisky Laphroaig

Laphroaig [lafrojg] je skotská palírna společnosti Allied Domecq nacházející se na skotském ostrově Islay v hrabství Argyll, jež vyrábí skotskou sladovou whisky.
Palírna byla založena asi v roce 1820 a produkuje čistou sladovou whisky. Nejčastěji se vyrábí 10letá s obsahem alkoholu 40 %. Jméno Laphroaig znamená „překrásná dutina u širokého zálivu“. Této palírně propůjčil svou královskou pečeť princ Charles.

## Chuť
Laphroaig je považována za whisky s jednou z nejsilnějších chutí rašeliny. Whisky se vyrábí z ječmene, který se může sladovat jako pivo. Ječmen se nechá naklíčit,až jsou klíčky 3–5 cm dlouhé. Pak se klíčky, malts, udí nad doutnající rašelinou, takže chytí vůni a chuť rašeliny i kouře a to tak dlouho, až jsou křehké. Pak se klíčky rozdrtí, smíchají s vodou a nechají kvasit. Dále se to destiluje a destilát se ukládá do dřevěných nádob, ve kterém zraje několik let. Takto vzniká skutečná sladová whisky – malt whisky, s celou paletou různých chuťových barev.
Lacinější varianta whisky se dělá přímo ze zrní, vynechá se fáze klíčení a uzení, zrní se jen rozdrtí. Celý proces je samozřejmě rychlejší o celé roky. Takto vzniká grain whisky, která je mnohem obyčejnější, má prostší chuť když ji člověk válí po jazyku.
Běžná ke kombinace směsí malt a grain whisky. Čím více malt whisky, tím pestřejší a zajímavější chuť. Záleží na zrnu, vodě a době vyzrávání. Čerstvě destilovaná whisky pálí v krku a dráždí jazyk jako oheň. Také musí odpočívat ve dřevěných nádobách nejméně 3 roky. Dřevěné nádoby dýchají a alkohol ztrácí ostrost. Pokud by se whisky uložila do skleněných nebo kovových nádob, nezmění se s časem vůbec, klidně by se mohla přechovávat stovky let a pořád by byla stejná, stejně nezralá.